# Medalla Caldecott

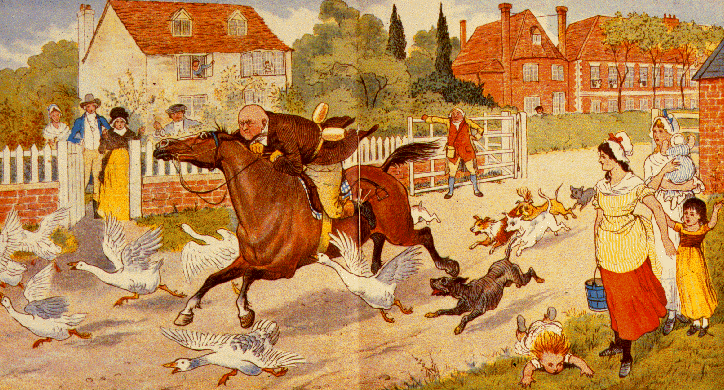
ilustración de John Gilpin (1878)

La Medalla Caldecott (Caldecott Medal en inglés) es un premio anual concedido por la Association for Library Service to Children, una división de la American Library Association, al ilustrador más destacado de libros ilustrados estadounidense para niños, publicado en el año. Su nombre es en homenaje al ilustrador británico del siglo XIX Randolph Caldecott. Junto con la Medalla Newbery, es el más prestigioso premio estadounidense dedicado a la literatura infantil y juvenil.
La Medalla Caldecott fue diseñada por Rene Paul Chambellan en 1937.

## Galardonados
| Ano  | Ilustrador                    | Libro                                                      |
| ---- | ----------------------------- | ---------------------------------------------------------- |
| 2008 | Brian Selznick                | The Invention of Hugo Cabret                               |
| 2007 | David Wiesner                 | Flotsam                                                    |
| 2006 | Chris Raschka                 | The Hello, Goodbye Window                                  |
| 2005 | Kevin Henkes                  | Kitten's First Full Moon                                   |
| 2004 | Mordicai Gerstein             | The Man Who Walked Between the Towers                      |
| 2003 | Eric Rohmann                  | My Friend Rabbit                                           |
| 2002 | David Wiesner                 | The Three Pigs                                             |
| 2001 | David Small                   | So You Want to Be President?                               |
| 2000 | Simms Taback                  | Joseph Had a Little Overcoat                               |
| 1999 | Mary Azarian                  | Snowflake Bentley                                          |
| 1998 | Paul O. Zelinsky              | Rapunzel                                                   |
| 1997 | David Wisniewski              | Golem                                                      |
| 1996 | Peggy Rathmann                | Officer Buckle and Gloria                                  |
| 1995 | David Diaz                    | Smoky Night                                                |
| 1994 | Allen Say                     | Grandfather's Journey                                      |
| 1993 | Emily Arnold McCully          | Mirette on the High Wire                                   |
| 1992 | David Wiesner                 | Tuesday                                                    |
| 1991 | David Macaulay                | Black and White                                            |
| 1990 | Ed Young                      | Lon Po Po: A Red-Riding Hood Story from China              |
| 1989 | Stephen Gammell               | Song and Dance Man                                         |
| 1988 | John Schoenherr               | Owl Moon                                                   |
| 1987 | Richard Egielski              | Hey, Al                                                    |
| 1986 | Chris Van Allsburg            | El Expreso Polar                                           |
| 1985 | Trina Schart Hyman            | Saint George and the Dragon                                |
| 1984 | Alice e Martin Provensen      | The Glorious Flight: Across the Channel with Louis Bleriot |
| 1983 | Marcia Brown                  | Shadow                                                     |
| 1982 | Chris Van Allsburg            | Jumanji                                                    |
| 1981 | Arnold Lobel                  | Fables                                                     |
| 1980 | Barbara Cooney                | Ox-Cart Man                                                |
| 1979 | Paul Goble                    | The Girl Who Loved Wild Horses                             |
| 1978 | Peter Spier                   | Noah's Ark                                                 |
| 1977 | Leo and Diane Dillon          | Ashanti to Zulu: African Traditions                        |
| 1976 | Leo and Diane Dillon          | Why Mosquitoes Buzz in People's Ears                       |
| 1975 | Gerald McDermott              | Arrow to the Sun                                           |
| 1974 | Margot Zemach                 | Duffy and the Devil                                        |
| 1973 | Blair Lent                    | The Funny Little Woman                                     |
| 1972 | Nonny Hogrogian               | One Fine Day                                               |
| 1971 | Gail E. Haley                 | A Story a Story                                            |
| 1970 | William Steig                 | Sylvester and the Magic Pebble                             |
| 1969 | Uri Shulevitz                 | The Fool of the World and the Flying Ship                  |
| 1968 | Ed Emberley                   | Drummer Hoff                                               |
| 1967 | Evaline Ness                  | Sam, Bangs, and Moonshine                                  |
| 1966 | Nonny Hogrogian               | Always Room for One More                                   |
| 1965 | Beni Montresor                | May I Bring a Friend?                                      |
| 1964 | Maurice Sendak                | Where the Wild Things Are                                  |
| 1963 | Ezra Jack Keats               | The Snowy Day                                              |
| 1962 | Marcia Brown                  | Once a Mouse                                               |
| 1961 | Nicolas Sidjakov              | Baboushka and the Three Kings                              |
| 1960 | Marie Hall Ets                | Nine Days to Christmas                                     |
| 1959 | Barbara Cooney                | Chanticleer and the Fox                                    |
| 1958 | Robert McCloskey              | Time of Wonder                                             |
| 1957 | Marc Simont                   | A Tree is Nice                                             |
| 1956 | Feodor Rojankovsky            | Frog Went A-Courtin                                        |
| 1955 | Marcia Brown                  | Cinderella, or the Little Glass Slipper                    |
| 1954 | Ludwig Bemelmans              | Madeline's Rescue                                          |
| 1953 | Lynd Ward                     | The Biggest Bear                                           |
| 1952 | Nicholas Mordvinoff           | Finders Keepers                                            |
| 1951 | Katherine Milhous             | The Egg Tree                                               |
| 1950 | Leo Politi                    | Song of the Swallows                                       |
| 1949 | Berta and Elmer Hader         | The Big Snow                                               |
| 1948 | Roger Duvoisin                | White Snow, Bright Snow                                    |
| 1947 | Leonard Weisgard              | The Little Island                                          |
| 1946 | Maud e Miska Petersham        | The Rooster Crows                                          |
| 1945 | Elizabeth Orton Jones         | Prayer for a Child                                         |
| 1944 | Louis Slobodkin               | Many Moons                                                 |
| 1943 | Virginia Lee Burton           | The Little House                                           |
| 1942 | Robert McCloskey              | Make Way for Ducklings                                     |
| 1941 | Robert Lawson                 | They Were Strong and Good                                  |
| 1940 | Ingri e Edgar Parin d'Aulaire | Abraham Lincoln                                            |
| 1939 | Thomas Handforth              | Mei Li                                                     |
| 1938 | Dorothy P. Lathrop            | Animals of the Bible                                       |